# Zefferino Tomè
Zefferino Tomè (Casarsa della Delizia, 1º dicembre 1905 – Pordenone, 4 marzo 1979) è stato un partigiano e politico italiano.

## Biografia
Laureatosi in giurisprudenza, fu partigiano durante la Seconda guerra mondiale nelle file della Brigata Osoppo.
Fu eletto al Senato della Repubblica per la I e II legislatura (1948 - 1958) nella Democrazia Cristiana. Fu anche sindaco di San Vito al Tagliamento.
Grande amico di Pier Paolo Pasolini, con lui fondò il Movimento Popolare per l'Autonomia Regionale del Friuli.